# Hickory Corners (Míchigan)
Hickory Corners es un lugar designado por el censo ubicado en el condado de Barry en el estado estadounidense de Míchigan. En el Censo de 2010 tenía una población de 322 habitantes y una densidad poblacional de 59,89 personas por km².

## Geografía
Hickory Corners se encuentra ubicado en las coordenadas 42°26′4″N 85°23′9″O / 42.43444, -85.38583. Según la Oficina del Censo de los Estados Unidos, Hickory Corners tiene una superficie total de 5.38 km², de la cual 5.36 km² corresponden a tierra firme y (0.29%) 0.02 km² es agua.

## Demografía
Según el censo de 2010, había 322 personas residiendo en Hickory Corners. La densidad de población era de 59,89 hab./km². De los 322 habitantes, Hickory Corners estaba compuesto por el 97.2% blancos, el 0.31% eran afroamericanos, el 0% eran amerindios, el 0% eran asiáticos, el 0% eran isleños del Pacífico, el 0% eran de otras razas y el 2.48% pertenecían a dos o más razas. Del total de la población el 1.24% eran hispanos o latinos de cualquier raza.